# Lantana achyranthifolia
Lantana achyranthifolia är en verbenaväxtart som beskrevs av René Louiche Desfontaines. Lantana achyranthifolia ingår i släktet eldkronor, och familjen verbenaväxter. Inga underarter finns listade i Catalogue of Life.